# شانون كوك
شانون كوك (بالإنجليزية: Shannon Kook)‏ (مواليد 9 فبراير 1987) هو ممثل جنوب أفريقي.